# شهرستان اسکات (کانزاس)
شهرستان اسکات، کانزاس (به انگلیسی: Scott County, Kansas) شهرستانی در ایالات متحده آمریکا است که در کانزاس واقع شده‌است.